# Lycaste measuresiana
Lycaste measuresiana är en orkidéart som först beskrevs av Benjamin Samuel Williams, och fick sitt nu gällande namn av Henry Francis Oakeley. Lycaste measuresiana ingår i släktet Lycaste och familjen orkidéer. Inga underarter finns listade i Catalogue of Life.